# Notoceresium setistriatum
Notoceresium setistriatum är en skalbaggsart som beskrevs av Mckeown 1942. Notoceresium setistriatum ingår i släktet Notoceresium och familjen långhorningar. Inga underarter finns listade i Catalogue of Life.